# Малий Бурлук
Ма́лий Бурлук — село в Україні, у Великобурлуцькій селищній громаді Куп'янського району Харківської області. Населення становить 440 осіб. До 2020 орган місцевого самоврядування — Малобурлуцька сільська рада.

## Географія
Село Малий Бурлук знаходиться біля витоків річки Великий Бурлук, у селі є кілька загат, нижче за течією за 3 км село Шевченкове.

## Історія
За даними на 1864 рік у власницькому селі Булацьке (Бурлачек) Великобурлуцької волості Вовчанського повіту мешкало 578 осіб (283 чоловіки та 295 жінок), налічувалось 79 дворових господарств.
1914 року кількість мешканців слободи зросла до 1137 осіб.
12 червня 2020 року, відповідно до розпорядження Кабінету Міністрів України № 725-р «Про визначення адміністративних центрів та затвердження територій територіальних громад Харківської області», Новоолександрівська сільська рада об'єднана з Великобурлуцькою селищною громадою.
19 липня 2020 року, в результаті адміністративно-територіальної реформи та ліквідації Великобурлуцького району, село увійшло до складу Куп'янського району Харківської області.
24 лютого 2022 року почалася російська окупація села.
11 вересня 2022 року під час слобожанського контрнаступу Збройних сил України від російських окупантів звільнено населені пункти Великобурлуцької селищної територіальної громади.

## Відомі люди
- У селі народився Холод Михайло Мефодійович — Герой Радянського Союзу.
- Чепурін Микола Вікторович - священик, богослов, ректор Московської духовної академії.

## Економіка
- ТОВ "Зоря" - господарство, яке обробляє земельні ділянки та веде сільське господарство.

## Об'єкти соціальної сфери
- Школа.
- Спортивний майданчик.
- ФАП.
- Клуб.
- Бібліотека.

## Пам'ятки
- Гідрологічний заказник місцевого значення «Малобурлуцький». Площа 50,0 га.